# Abou-Deïa
Abou-Deïa o Aboudeïa (àrab: أبو ديا, Abū Dayā) és una població de la Regió de Salamat, en el centre-sud del Txad. La població es comunica amb l'exterior per l'aeroport d'Abou-Deïa.

## Demografia
|      | Població |
| ---- | -------- |
| 1993 | 4.086    |
| 2009 | 7.523    |